# Landgut Lamotte
Das Landgut Lamotte befindet sich in Bremen, Stadtteil Vegesack, Ortsteil Schönebeck, Am Gütpohl 9/11. Die Villa und das Hofmeierhaus entstanden 1911/12 nach Plänen von Friedrich Wellermann und Paul Frölich.
Die Gebäude stehen seit 2004 unter Bremer Denkmalschutz.

## Geschichte

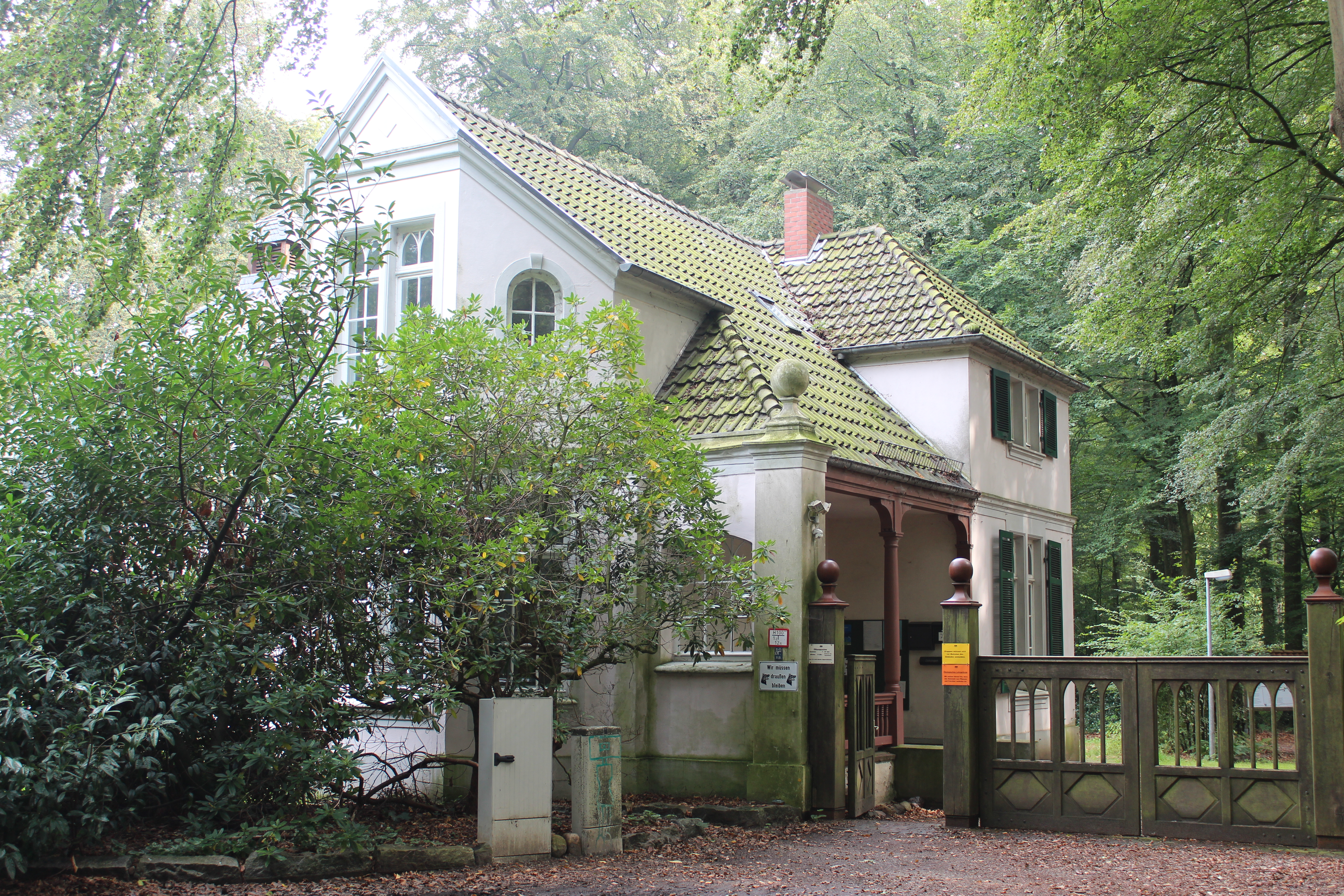
Hofmeierhaus, Ökologiestation Bremen

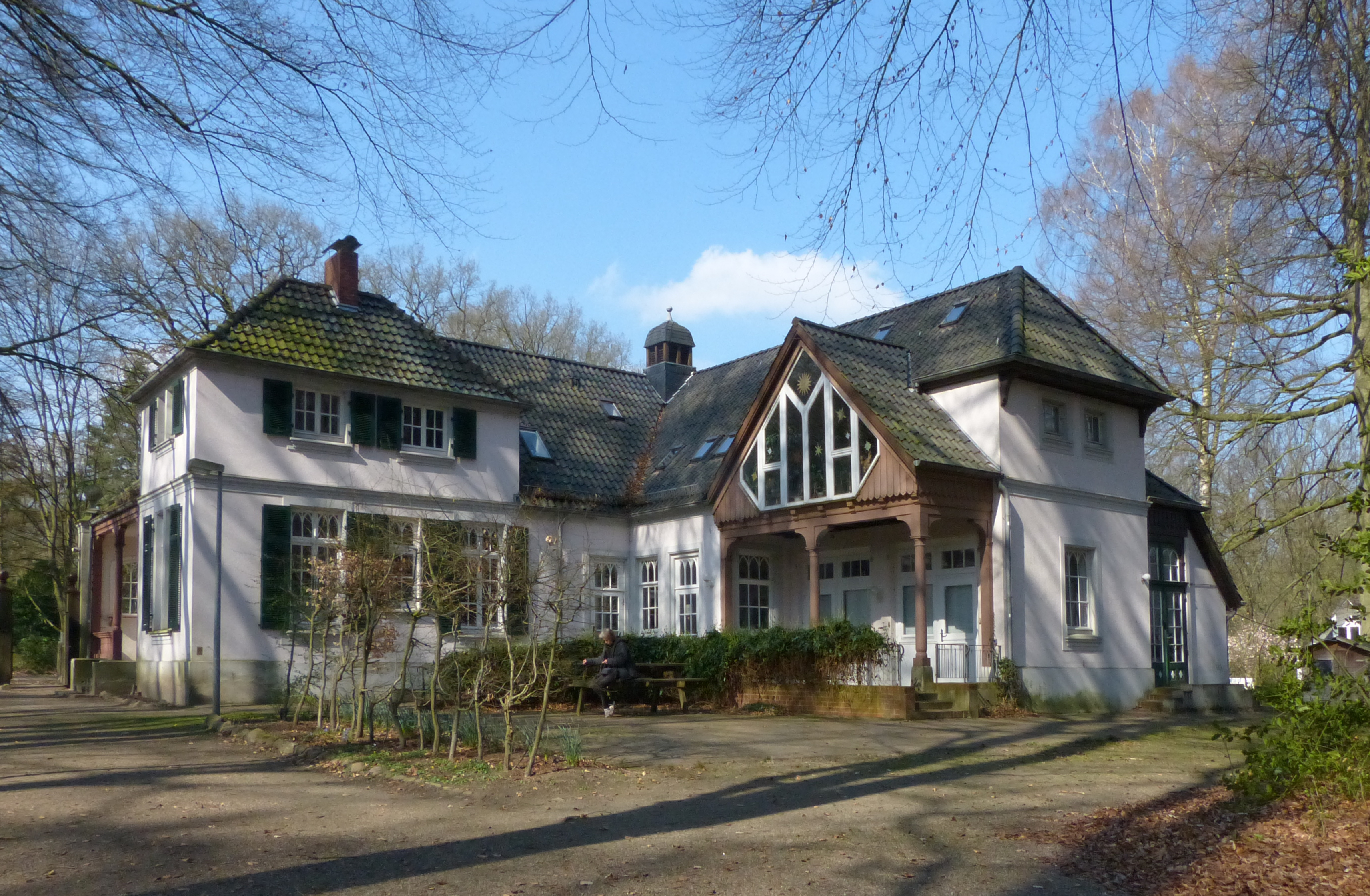
Hofmeierhaus, Südostansicht

Die zweigeschossige, verklinkerte, stark differenzierte Villa mit einem Walmdach  und dem prägenden stark verzierten, achteckigen Vorbau wurde 1911/12 im Landhausstil für den Petroleum-Kaufmann Henry Lamotte gebaut. Er war der Vater des Unternehmers Hans Henry Lamotte.

Das ein- und zweigeschossige, verputzte Hofmeierhaus mit Walm und Satteldächern (früher Sitz des Gutsverwalters) steht am Rande des Areals.

Gartenarchitekt Ernst Brons plante die Außenanlagen.

Das Landgut war 17 Hektar groß.
Der Verein Ökologiestation von 1979 nutzt das Areal als Ökologiestation Bremen. Das Landgut wurde 1980 von der Stadt Bremen für rund 1,4 Millionen DM gekauft.
2008 wurde die Villa mit einem Teil des Grundstücks verkauft. Nur das Hofmeierhaus und Teile des Freigeländes werden seitdem von der Ökologiestation genutzt. Heute (2018) wird die Villa als Wohngebäude genutzt.